# 리본 농장
리본 농장(Ribbon farm, strip farms, long-lot farms, just long lots)은 일반적으로 수로를 따라 늘어선 농업용 길고 좁은 토지 구분이다. 어떤 경우에는 도로가 늘어서 있다.

## 배경
리본 농장이나 스트립 농장은 강을 따라 전 세계 다양한 지역에서 널리 퍼져 있었다. 이러한 농장이 나타나는 지역에는 아일랜드섬 일부, 중부 유럽(특히 독일과 폴란드), 서아프리카, 홋카이도, 브라질 및 칠레가 포함된다. 미국과 캐나다에서는 프랑스인들이 정착한 다양한 장소, 특히 세인트로렌스강, 오대호, 디트로이트강과 지류, 루이지애나 일부 지역에서 리본 농장이 발견된다. 미국 남서부의 일부 지역, 특히 텍사스주에도 리본 농장이 배치되었다.
리본 로트의 도금 농장은 세계 여러 지역에서 독립적으로 생겨났을 가능성이 높다. 그러나 미국 전역에 흩어져 있는 리본 농장은 유럽 모델에서 유래했을 것으로 추정된다. 유럽 리본 농장의 기원은 불분명하지만 이러한 유형의 농장이 처음으로 기록된 기록은 9~11세기 독일에서였다. 이러한 초기 독일의 긴 부지는 강을 따르기보다는 숲이나 습지를 통과하여 중앙 도로를 따라 집들이 밀집할 수 있도록 했다. 독일에서 이 패턴은 특히 프랑스 서부로 퍼져 나갔고, 프랑스인들이 아메리카 대륙을 식민지화하기 시작할 무렵에는 숲, 습지, 강이 길게 펼쳐져 있었다. 1630년대에는 롱랏 패턴이 신세계로 수입되어 세인트로렌스 수로를 따라 프랑스 영주 제도로 확립되었다. 거기에서 강을 따라 위치한 리본 농장 계획은 프랑스 식민지의 다른 지역으로 옮겨졌고, 스페인 식민지의 일부 지역으로 확산되었다.

## 같이 보기
- 개방경지제
- 대상재배